# Język kodeoha
Język kodeoha, także kondea (lub kondeha) – język austronezyjski używany w prowincji Celebes Południowo-Wschodni w Indonezji. Według danych z 1999 roku mówi nim 1500 osób.
Jego użytkownicy zamieszkują cztery wsie na wschodnim wybrzeżu Sulawesi (kecamatan Lasusua, kabupaten Kolaka Utara). Są to: Malamala, Lametuna, Awo, Tiwu. Jest blisko spokrewniony z językiem tolaki, ale zebrane dane leksykalne (w tym cechy fonologii) sugerują, że przeszedł odrębną historię rozwoju. W użyciu są także języki indonezyjski i bugijski. Potencjalnie zagrożony wymarciem.
Istnienie języka kodeoha odnotowano dopiero w latach 90. XX w., wcześniej nie opublikowano praktycznie żadnych informacji nt. tej społeczności.